# 卡尔塔贝洛塔
卡尔塔贝洛塔（義大利語：Caltabellotta），是意大利阿格里真托省的一个市镇。总面积123.55平方公里，人口4056人，人口密度32.8人/平方公里（2009年）。ISTAT代码为084007。